# Paradrina variabilis
Paradrina variabilis là một loài bướm đêm trong họ Noctuidae.